# Je vais me marier, Marie
Chansons représentant la Suisse au Concours Eurovision de la chanson
C'est la chanson de mon amour
(1972) Mein Ruf nach dir
(1974)
Je vais me marier, Marie est une chanson interprétée par le chanteur suisse Patrick Juvet et dirigée par Hervé Roy pour représenter le Suisse au Concours Eurovision de la chanson 1973 qui se déroulait à Luxembourg.
Elle est intégralement interprétée en français, une des langues nationales, le choix de langue étant toutefois libre entre 1973 et 1976.
Il s'agit de la huitième chanson interprétée lors de la soirée, après Mocedades qui représentaient l'Espagne avec Eres tú et avant Zdravko Čolić qui représentait la Yougoslavie avec Gori vatra (en). À l'issue du vote, elle a obtenu 79 points, se classant 12e sur 17 chansons,.

## Classements

### Classements hebdomadaires
| Classement (1973)                       | Meilleure position |
| --------------------------------------- | ------------------ |
| Belgique (Wallonie Ultratop 50 Singles) | 19                 |
| France (IFOP)                           | 23                 |